# نموذج اجتماعي أوروبي
النموذج الاجتماعي الأوروبي هو رؤية مشتركة بين العديد من الدول الأوروبية للمجتمع الذي يجمع بين النمو الاقتصادي الذي يتميز بـ مستويات المعيشة المرتفعة وظروف العمل الجيدة. وقد ذكر المؤرخ توني جدت أن النموذج الاجتماعي الأوروبي «يوحد أوروبا» على النقيض من «طريقة الحياة الأمريكية».
ومع ذلك، لا تستخدم الدول الأوروبية جميعها نموذجًا اجتماعيًا واحدًا، ولكن دول الرفاهية في أوروبا تتشارك في عدد كبير من الخصائص. وتتضمن بوجه عام التزامًا بالتوظيف الكامل والحماية الاجتماعية لجميع المواطنين والإدماج الاجتماعي والديمقراطية. وقد أقرت معاهدة المجتمع الأوروبي العديد من الأهداف الاجتماعية؛ منها: تعزيز العمالة، وتحسين ظروف المعيشة والعمل... والحماية الاجتماعية المناسبة، والحوار بين الإدارة والعمال، وتنمية الموارد البشرية بهدف الوصول إلى نسبة توظيف عالية دائمة ومكافحة الاستبعاد. ونظرًا لأن الدول الأوروبية المختلفة تركز على جوانب مختلفة من النموذج، فقد قيل إن هناك أربعة نماذج اجتماعية متميزة في أوروبا - الشمال، والأنجلو سكسوني، والبحر الأبيض المتوسط، والقاري.
برزت الخطوط العريضة العامة للنموذج الاجتماعي الأوروبي خلال ازدهار ما بعد الحرب. وقد وضع توني جدت قائمة بعدد من الأسباب: التخلي عن الحمائية وطفرة المواليد والطاقة الرخيصة والرغبة في اللحاق بمستويات المعيشة التي تتمتع بها الولايات المتحدة. كما تمتع النموذج الاجتماعي الأوروبي بدرجة منخفضة من المنافسة الخارجية، حيث أن الكتلة السوفيتية والصين والهند لم تندمج في الاقتصاد العالمي. وفي السنوات الأخيرة، أصبح من الشائع التساؤل عما إذا كان النموذج الاجتماعي الأوروبي مستدامًا في مواجهة معدلات المواليد المنخفضة والعولمة والأوربة وشيخوخة أوروبا.

## دولة الرفاهية في أوروبا
وصفت بعض دول الرفاهية بأنها أكثر الدول تطورًا واتساعًا. ومن الشائع أيضًا القول بوجود «نموذج اجتماعي أوروبي» مميز، على النقيض من النموذج الاجتماعي القائم في الولايات المتحدة. والحقيقة هي أن الواقع أكثر تعقيدًا. وقد اتفق الاقتصاديون على حقيقة وجود نماذج اجتماعية مختلفة في الاتحاد الأوروبي. وعلى الرغم من أن كل بلد أوروبي لديه خصوصياته، فيمكن للمرء أن يميز بين أربعة نماذج رفاهية أو اجتماعية مختلفة في أوروبا:
- النموذج الشمالي، في الدنمارك وفنلندا والنرويج والسويد وهولندا.
- النموذج القاري، في النمسا وبلجيكا وفرنسا وألمانيا ولوكسمبورج.
- النوذج الأنجلو سكسون، في أيرلندا والمملكة المتحدة.
- نموذج البحر الأبيض المتوسط، في اليونان وإيطاليا والبرتغال وإسبانيا.

### النموذج الشمالي
كما نرى في الرسم البياني إلى اليمين، يقدم هذا النموذج أعلى مستويات التأمين الاجتماعي. فمن بين خصائصها الرئيسية الطبيعة العامة للتأمين استنادًا إلى مبدأ «المواطنة». ولذلك، ازدادت إمكانية الحصول على المخصصات الاجتماعية، بأقل شروط.
وفيما يتعلق بسوق العمل، تتسم هذه الدول بنفقات مهمة في سياسات سوق العمل النشط الذي يهدف إلى إعادة الدمج السريع للبطالة في سوق العمل. كما تتسم بنسبة عالية من العمالة العامة. وتزداد نسبة العضوية بالنقابات العمالية وتعد قوة مهمة جدًا في صنع قرار، وهو ما يؤدي إلى التخلص من الأجور المنخفضة أو التوزيع العادل للدخول.
ومن خصائص النموذج الشمالي أيضًا مستوى تثبيت ضريبة مرتفع.

### النموذج القاري
يشترك النموذج القاري مع النموذج الشمالي في بعض الأمور المتشابهة. ومع ذلك، فإن أكبر حصة من نفقاتها مخصصة لمعاشات التقاعد. ويستند هذا النموذج إلى مبدأ «الأمن» ونظام إعانات غير مشروط بالتوظيف (كما في حالة فرنسا أو بلجيكا، فإن الشرط الوحيد للإعانات هو أن تكون أكبر من 25 عامًا).
وفيما يتعلق بسوق العمل، فإن السياسات النشطة أقل أهمية مما كانت عليه في النموذج الشمالي؛ وعلى الرغم من معدل العضوية المنخفض، فإن نقابات العمال لديها صلاحيات مهمة فيما يتعلق بصنع القرار في الاتفاقيات الجماعية.
ومن الجوانب المهمة الأخرى في النموذج القاري معاشات الإعاقة.

### نموذج الأنجلو سكسون
يتميز هذا النموذج بانخفاض مستوى النفقات عن سابقاتها. ومن أهم خصائصه الضمان الاجتماعي للملجأ الأخير. فقد زادت من الدعم المقدم للأشخاص في عمر العمل وقللت من المعاشات. فالحصول على الدعم مشروط (بشكل أكبر) على التوظيف (فهذا مشروط مثلاً على أن تكون قد عملت سابقًا).
أما عن سياسات سوق العمل النشطة فهي ذات أهمية. وبدلاً من ذلك، فإن النقابات العمالية لديها صلاحيات أصغر لصنع القرار مقارنة بالنماذج السابقة، وهذا هو أحد الأسباب التي تفسر ارتفاع توزيع الدخل والعدد الأكبر من الوظائف ذات الأجور المنخفضة.

### نموذج البحر الأبيض المتوسط
يتوافق هذا النموذج مع بلدان جنوب أوروبا الذين طوروا من دولة الرفاهية في وقت متأخر عن سابقيهم (خلال سبعينيات وثمانينيات القرن الماضي). وهذا النموذج يقدم أدنى حد من النفقات، ويستند بقوة على معاشات التقاعد والمستوى المنخفض للضمان الاجتماعي. فتوجد في هذه الدول نسبة أعلى من التفرقة بين حقوق ومنزلة الأشخاص الذين يتلقون الدعم؛ حيث أن من الآثار المترتبة عليه الحصول المشروط على المخصصات الاجتماعية.
ومن الخصائص الرئيسية لسياسات سوق العمل تشريع حماية العمال واللجوء المتكرر إلى سياسات التقاعد المبكر كوسيلة لتحسين ظروف العمل. أما عن الاتحادات النقابية، فقد كانت تميل إلى أن يكون لها عضوية مهمة وهو أحد التفسيرات خلف توزيع الدخول المنخفضة مقارنة بالنموذج الأنجلو سكسون.

## تقييم النماذج الاجتماعية المختلفة

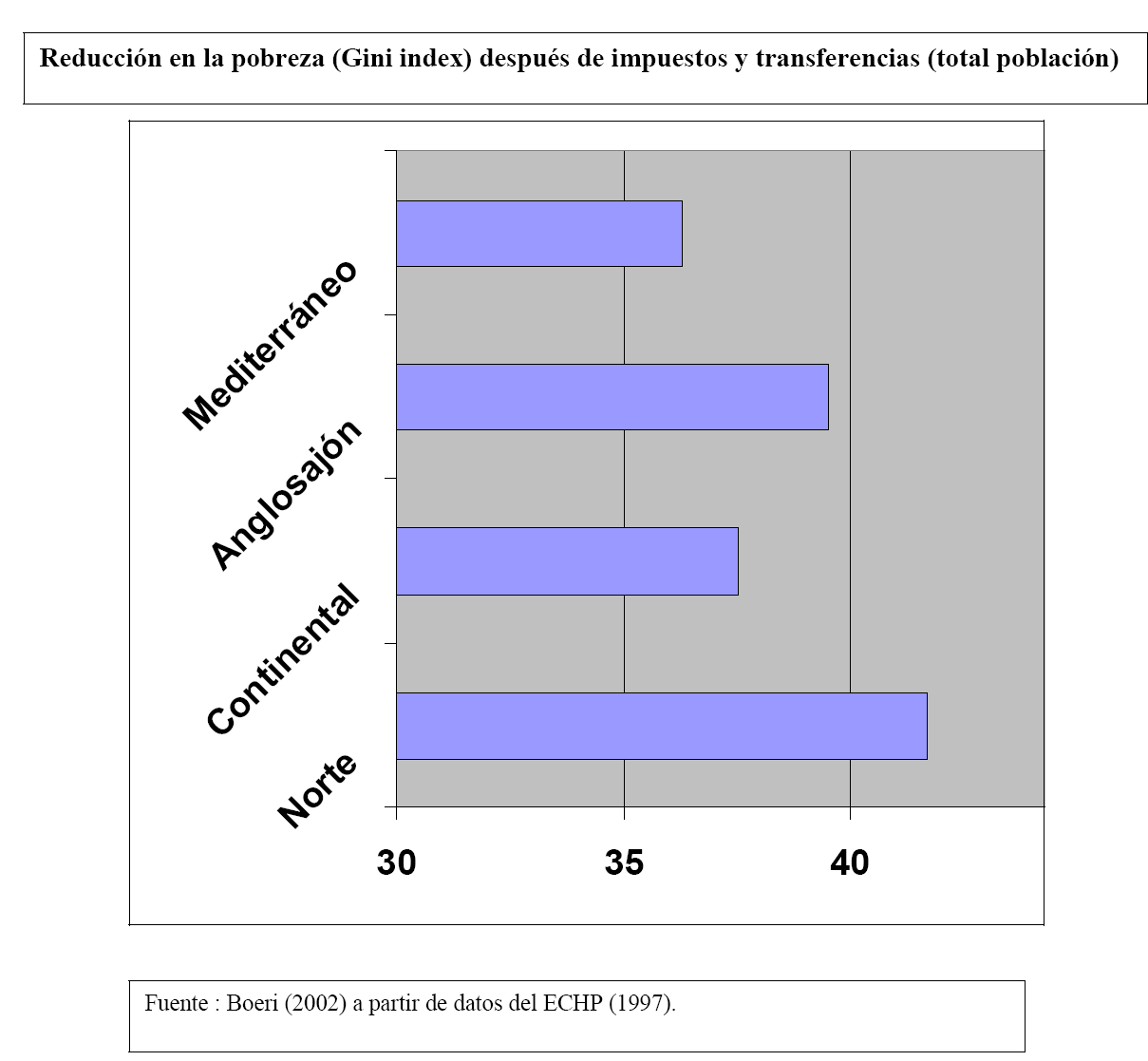
تراجع الفقر وفقًا للنماذج الاجتماعية الأوروبية المختلفة. التراجع في مؤشر جيني بعد التحويلات والضرائب (التغير بالنسبة المئوية).

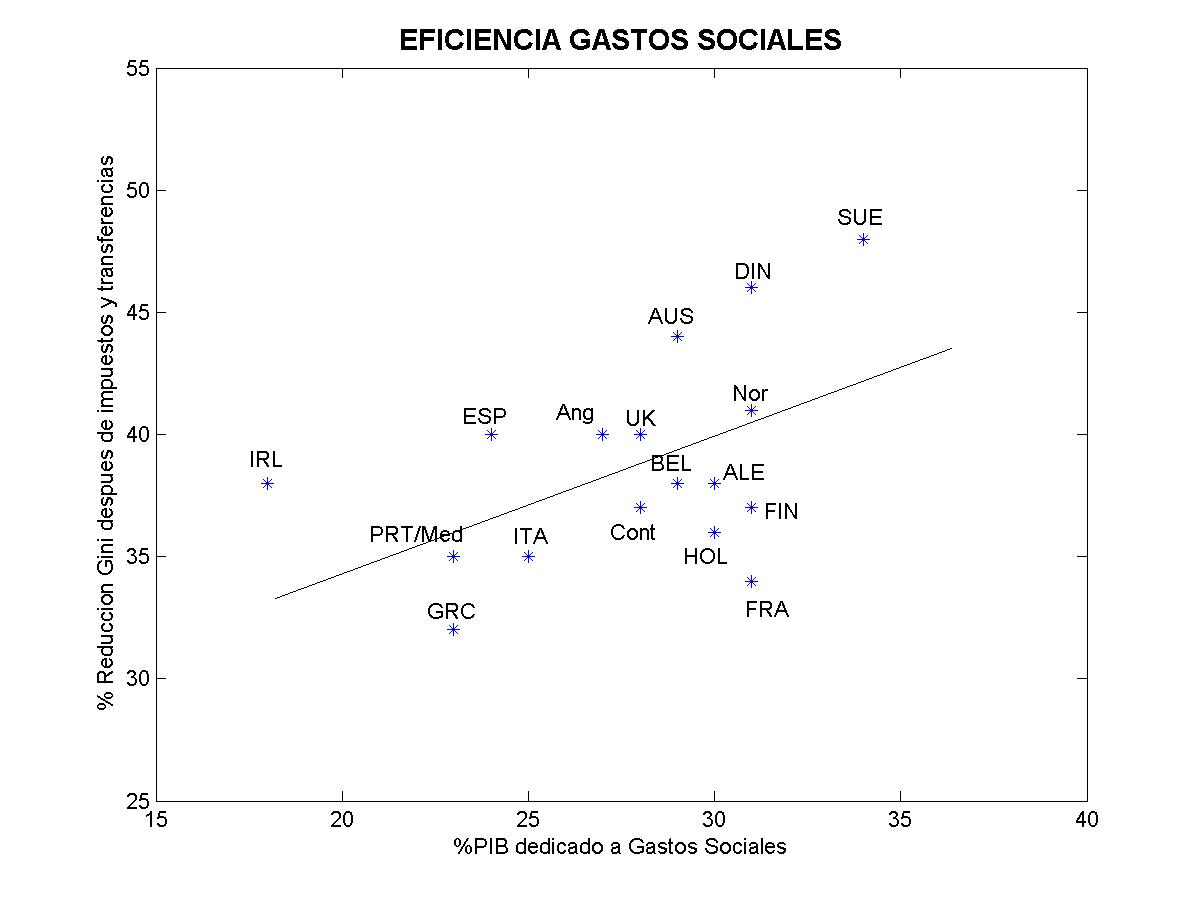
كفاءة النفقات الاجتماعية في النماذج الاجتماعية الأوروبية الأربعة.

لتقييم النماذج الاجتماعية المختلفة، نتبع المعايير المستخدمة في بويري (2002) وسابير (2005) التي تعتبر أن النموذج الاجتماعي يجب أن يلبي ما يلي:
1. تراجع الفقر.
2. الحماية ضد مخاطر سوق العمل.
3. مكافآت المشاركة في سوق العمل.

### تراجع الفقر
يظهر الرسم البياني على الجهة اليسرى التراجع في عدم المساواة (مقيسة بمؤشر جيني) بعد الأخذ في الاعتبار الضرائب والتحويلات، أي، إلى أي مدى يقلل كل نموذج اجتماعي من الفقر دون الأخذ بعين الاعتبار الحد من الفقر الذي حفزته الضرائب والتحويلات. ويعد مستوى النفقات الاجتماعية مؤشرًا على قدرة كل نموذج على الحد من الفقر: ترتبط الحصة الأكبر من النفقات بشكل عام بنسبة التراجع المرتفعة في الفقر. ومع ذلك، فثمة جانب آخر ينبغي أن يؤخذ في الاعتبار وهو الكفاءة في الحد من الفقر. وهذا يعني أنه بحصة أقل من النفقات، يمكننا الحد من ارتفاع نسبة الفقر.
وفي هذه الحالة، يظهر الرسم البياني على اليمين أن نموذجي الأنجلو سكسون والشمال أكثر كفاءة من النموذج القاري أو نموذج البحر الأبيض المتوسط. ويبدو أن النموذج القاري هو الأقل كفاءة. ونظرًا للمستوى المرتفع من النفقات الاجتماعية، على المرء أن يتوقع ارتفاع مستوى الحد من الفقر مقارنة بتلك التي حققها هذا النموذج. لاحظ كيف يوجد نموذج الأنجلو سكسون فوق خط المتوسط، بينما يوجد النموذج القاري أدنى هذا الخط.

### الحماية ضد مخاطر سوق العمل

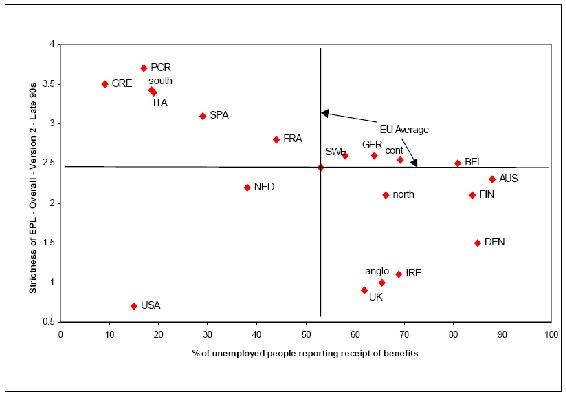
وكما نرى، توجد علاقة سلبية بين تشريعات حماية العمل وحصة العمال الذين يتلقون تعويضات البطالة.

يتم التأكيد على الحماية ضد مخاطر سوق العمل عمومًا باثنتين من الوسائل:
1. تنظيم سوق العمل عن طريق تشريعات حماية العمل، والتي تزيد بشكل رئيسي من تكاليف طرد العمال ومكافأة إنهاء الخدمة. ويشار إلى هذا بأنه يوفر حماية «للعمل».
2. تعويضات البطالة، والتي تُموَّل عادة بالضرائب أو بالتأمين العام الإلزامي للموظفين وأصحاب العمل. ويشار إلى هذا بوجه عام بأنه يوفر الحماية «للعامل» وليس «العمل».

وكما نرى في الرسم البياني، فهناك مفاضلة واضحة بين هذين النوعين من أدوات سوق العمل (لاحظ الانحدار السلبي الواضح بين كليهما). ومجددًا اختارت دول أوروبية مختلفة موقفًا مختلفًا في استخدام هاتين الآليتين لحماية سوق العمل. ومن الممكن تلخيص هذه الفروق كما يلي:
- اختارت بلدان البحر الأبيض المتوسط حماية أعلى «للعمل»، حيث أن نسبة منخفضة جدًا من عمالها العاطلين عن العمل تتلقى تعويضات البطالة.
- اختارت بلدان الشمال الأوروبي حماية حد أقل من «العمل»، وبدلاً من ذلك فإن نسبة مهمة من عمالها العاطلين عن العمل يتلقون تعويضات.
- لدى الدول القارية مستوى أعلى من كلتا الآليتين مقارنة بالمتوسط الأوروبي، على الرغم من أنه لا يكون سوى بهامش ضئيل.
- تعتمد حماية بلدان الأنجلو سكسون على تعويضات البطالة ومستوى منخفض من حماية العمل.

ويعد تقييم الخيارات المختلفة مهمة صعبة. ويوجد إجماع بين الاقتصاديين بوجه عام على حقيقة أن حماية العمل تولد عدم الكفاءة داخل الشركات. وعلى الرغم من ذلك، فلا يوجد مثل هذا التوافق في الآراء فيما يتعلق بمسألة ما إذا كانت حماية العمل تولد مستوى أعلى من البطالة.

### مكافآت المشاركة في سوق العمل

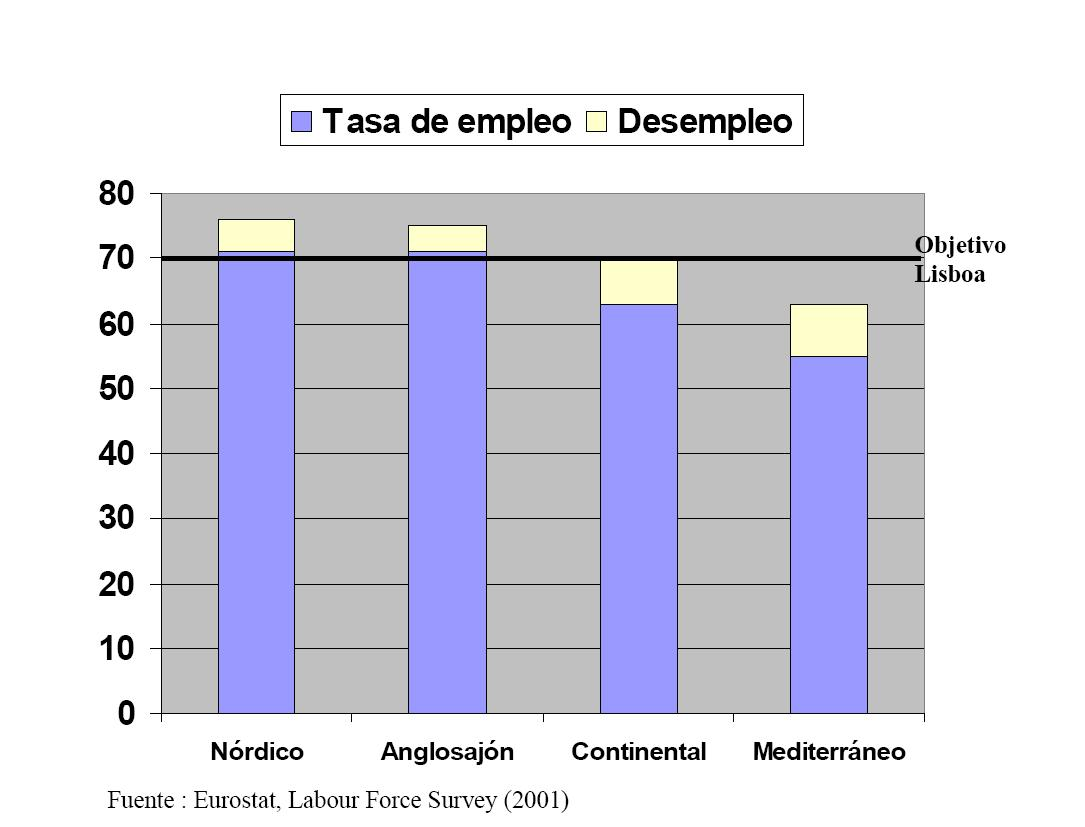
معدلات العمالة والبطالة لكل نموذج اجتماعي.

اقترح سابير (2005) وبويري (2002) النظر إلى معدل العمالة باعتباره أفضل وسيلة لتحليل الحوافز والمكافآت للعمل في كل نموذج اجتماعي. وقد أسست إستراتيجية لشبونة (Lisbon Strategy) الصادرة في عام 2001 لفكرة أن الدول الأعضاء في الاتحاد الأوروبي يجب أن تحقق معدل توظيف بنحو 70% بحلول 2010.
وفي هذه الحالة، يظهر الرسم البياني أن البلدان في نموذج الشمال والأنجلو سكسون قد حققت أعلى معدل للعمل، في حين أن البلدان القارية والمتوسطية لم يحققوا هدف إستراتيجية لشبونة.

### الخاتمة

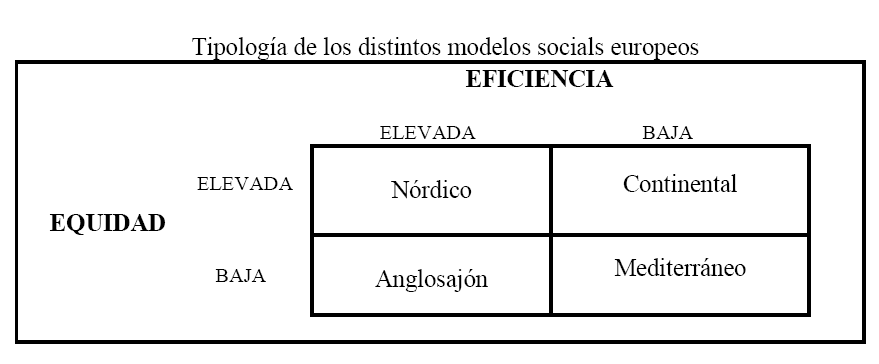
تصنيف النماذج الاجتماعية المختلفة وفقًا للكفاءة والمساواة. وتعني Elevada مرتفعة بينما Baja تعني منخفضة.

ويقترح سابير (2005) المعيارين التاليين كوسيلة عامة لتقييم النماذج الاجتماعية المختلفة:
1. الكفاءة، وهو ما إذا كان النموذج يوفر حوافز وذلك لتحقيق أكبر نسبة من الأشخاص العاملين، أي أعلى معدل عمالة.
2. المساواة، أي ما إذا كان النموذج الاجتماعي يحقق مخاطر فقر أقل نسبيًا.

وكما يمكن أن نرى في الرسم البياني، ووفقًا لهذين المعيارين، فإن أفضل أداء يمكن تحقيقه في نموذج الشمال. بينما ينبغي على النموذج القاري تحسين فعاليته، وعلى نموذج الأنجلو سكسون تحسين المساواة. أما نموذج البحر المتوسط فهو ضعيف الأداء في كلا المعيارين.
يرى بعض الاقتصاديين أنه بين النموذج القاري والأنجلو سكسون، ينبغي تفضيل الأخير نظرًا لنتائجه الأفضل في العمل، الأمر الذي جعله أكثر استدامة على المدى الطويل، في حين أن مستوى المساواة يعتمد على تفضيلات كل بلد (سابير، 2005). ويرى آخرون أن النموذج القاري لا يمكن أن يعد أسوأ من الأنجلو سكسون نظرًا لأن هذا النموذج أيضًا هو نتيجة لتفضيلات تلك الدول التي تدعمه (فيتوسي وآخرون، 2000؛ بلانشارد، 2004). ومن الممكن استخدام هذه الحجة الأخيرة لتبرير أي سياسة.